# De Fögi isch en Souhund
De Fögi isch en Souhund (Alternativtitel Der Traum vom schlafenden Hund, Originaltitel F. est un salaud) ist ein schweizerisch-französischer Spielfilm in französischer Sprache aus dem Jahr 1998 von Marcel Gisler, der (unter anderem) den Schweizer Filmpreis erhielt. Er basiert auf dem berndeutschen Schwulen-Liebesroman ter fögi isch e souhung von Martin Frank aus dem Jahr 1979.

## Film
F. est un salaud (35 mm, 94 Min.) hatte 1998 am Filmfestival Locarno Premiere. Dort erhielt der Film den Preis der Jugendjury und fand Beachtung in den Medien. Er wurde auf Hochdeutsch (unter dem Titel: Der Traum vom schlafenden Hund) und auf Englisch (Fögi is a bastard) synchronisiert.

## Handlung
Zürich in den 1970er Jahren: Der 16-jährige Beni verliebt sich in Fögi, den zehn Jahre älteren Leadsänger einer lokalen Rockband. Eines Tages schafft es Beni, als (Hilfs-)Roadie hinter die Bühne zu kommen und Fögi anzusprechen. Der lässt sich zu Benis Überraschung tatsächlich auf eine Beziehung ein, kommt aber mit dem Liebeshunger seines Groupies Beni nicht klar. Er geht fremd, wird gleichgültig und konsumiert immer mehr Drogen. Er demütigt Beni, der für ihn sogar auf den Strich geht. Am Ende wollen sich beide in Südfrankreich den goldenen Schuss setzen – Fögi stirbt, Beni überlebt.

## Roman
- Martin Frank: ter fögi ische souhung. Eco, Zürich 1979; überarbeitete Fassung bei: Tini, Zürich 1998, ISBN 3-952-15620-5.